# 罗纶

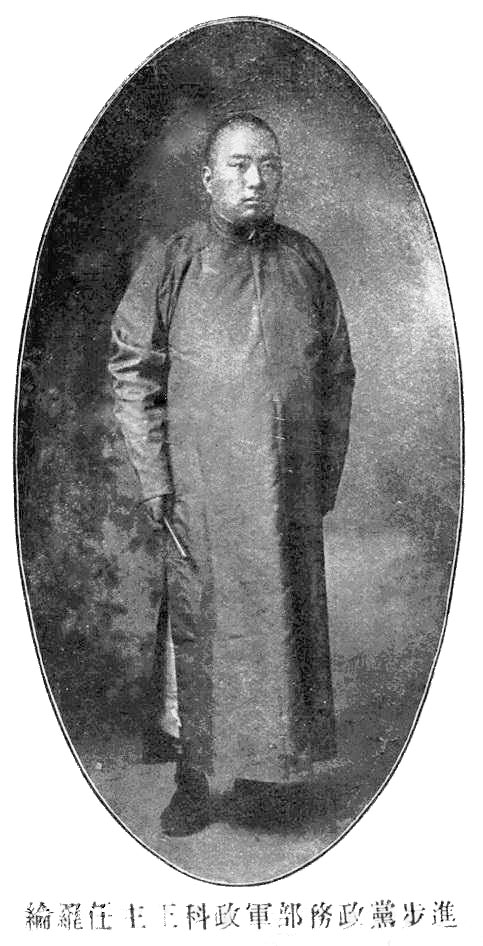
进步党政务部军政科正主任罗纶

罗纶（1876年—1930年），原名晋才，号康候，字梓卿（又作梓青），四川西充人。清朝及中华民国政治人物。四川保路运动领导人之一。

## 生平

### 早年生涯
13岁时，罗纶已经能熟读四书五经。14岁时，罗纶考入成都尊经书院，跟随宋育仁、骆成骧等人学习。光绪二十八年（1902年），罗纶中举人。此后他受到瞿鸿禨的赏识，到成都学使署任职。当时正值戊戌变法，罗纶遂和李蔚华、蒲殿俊等人成立了强学会、蜀学会，并出版了《蜀学报》。戊戌变法失败后，罗纶更名，并且借父丧丁忧，回家乡躲避。
1904年，西充县知县刘洪烈擅自开放屠宰，引发群众到县衙斥责。刘洪烈令皂隶驱赶群众，导致踩踏死亡18人。罗纶和李蔚华、范尧等人到顺庆府联名具状控诉，清政府将刘鸿烈革职并充军新疆。
1905年12月，罗纶任顺庆府中学堂国文、历史教习兼斋务长。此后，顺庆府曾经数次请求四川总督让罗纶解聘，改委为西充县视学。1907年春，他到成都任绅班法政学堂斋务长，兼游学预备学堂国文教习。其间，他和刘行道、熊焘、张澜、徐炯、王铭新共图革新，号称“六君子”。当时，成都优级师范学堂监督王章祜、四川铁道学堂监督刘紫骥不让学生参加立宪运动。“六君子”支持学生，被王章祜、刘紫骥秘密报告护理四川总督赵尔巽，称罗纶等人宣传革命。赵尔巽遂将罗纶等人革职。不久，罗纶被邵从恩挽留而复职。1908年秋，罗纶率学生及各界人士两千多人到四川总督府请愿，请求赵尔巽向朝廷代奏速开国会。1909年10月14日，四川谘议局召开第一次会议，罗纶当选副议长。

### 保路运动

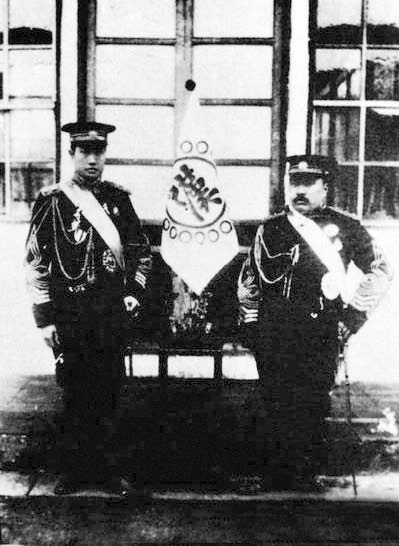
大汉四川军政府副都督罗纶（右）和都督尹昌衡（左）合影。中间为大汉旗

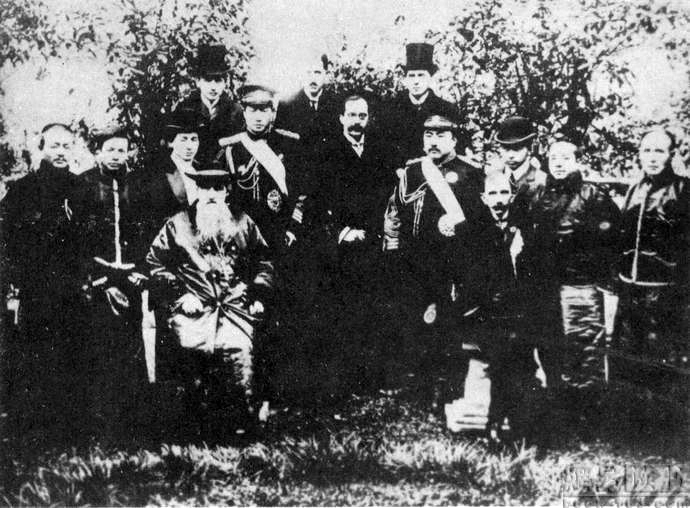
大汉四川军政府都督尹昌衡，副都督罗纶接见外宾。中间人物左侧为尹昌衡，右侧微胖者为罗纶

1911年5月18日，督办粤汉、川汉铁路大臣端方命令停收铁路租股。蒲殿俊、罗纶等人以四川谘议局和川汉铁路公司的名义分别呈请护理四川总督王人文代奏，请清政府收回铁路国有之命，但王人文的代奏被清政府拒绝。罗纶等人遂提出了“破约保路”，和蒲殿俊秘密策划成立四川保路同志会。1911年6月17日，罗纶任四川保路同志会副会长兼交涉部长。6月19日，四国铁路借款合同《粤汉、川汉铁路借款合同》公布，罗纶号召四川全体人民反对合同的签订，并领衔集合了四川绅民共2400多人将《签注川汉、粤汉铁路借款合同》呈给了护理四川总督王人文代奏。王人文代奏后遭到撤职，由赵尔丰接任四川总督。8月24日，罗纶召开川汉铁路公司股东全体大会，并在会上公布了清廷准备镇压四川保路绅民的电文，此后四川全省到处发生罢市、罢课。9月1日，川汉铁路公司股东大会召开，宣布“自本日起实行不纳正粮、不纳捐输”，“不担任外债分厘”。清廷遂命令赵尔丰进行镇压。9月7日上午，罗纶、蒲殿俊等人被赵尔丰诱至四川总督署拘捕。此举导致群众到总督署进行大规模请愿，但请愿群众遭到屠杀，30多人死亡，数百人受伤，酿成了成都血案。此后，四川的中国同盟会会员龙鸣剑等人将保路运动导向反清起义，同志军起义爆发。11月15日，清政府下令释放了罗纶等11人。

### 民国官员
辛亥四川独立后，罗纶任大汉四川军政府招抚局长。成都兵变之后，罗纶任四川军政府副都督兼安护局长。1912年初，成都和重庆的军政府实现合并，罗纶任军事参议院院长。1912年7月，罗纶受代理四川都督胡景伊排挤，辞职回家。不久，他当选民元国会议员，遂到北京任职。因不满袁世凯称帝，罗纶离开北京，回到四川任顺庆中学教习。袁世凯称帝后，罗纶和张澜、钟体道等在顺庆发动讨袁起义。
1921年，罗纶任县地方自治筹备处主任。1922年，他赴京继续任国会议员。后来他因为对曹锟贿选不满而辞去议员职务，回家乡。1925年，他当选四川善后会议代表，继而当选审察长。晚年，他在家中闲居。
1930年，罗纶在故乡西充病逝。